# Ludwig von Golther
Carl Ludwig Golther, ab 1868 von Golther (* 11. Januar 1823 in Ulm; †  17. September 1876 in Stuttgart), war württembergischer Minister.

## Leben und Beruf
Ludwig von Golther besuchte das Ulmer Gymnasium. Von 1841 bis 1844 absolvierte er in Tübingen ein Rechts- und Philosophiestudium. Anschließend trat er in den Staatsjustizdienst, 1847 wurde er Gerichtsaktuar in Künzelsau, 1850 Oberjustizassessor in Ellwangen. 1851 wurde Golther als Regierungsrat in die Ablösungskommission beim Departement des Innern in Stuttgart berufen. 1856 wurde er Assessor bei der Oberregierung, 1858 Oberregierungsrat beim württembergischen Innenministerium. Als 1861 Gustav von Rümelin zurücktrat, weil die Ständevertretung das von ihm entworfene Konkordat mit dem Vatikan ablehnte, wurde Ludwig von Golther unter Ernennung zum Staatsrat mit der Leitung des Departements des Kirchen- und Schulwesens des Königreichs Württemberg betraut und im September 1864 zum wirklichen Minister ernannt.
Es gelang ihm, die umstrittene Frage, an der Rümelin gescheitert war, 1862 durch das Gesetz über das Verhältnis von Staat und katholischer Kirche vom 30. Januar 1862 zu lösen. Golther förderte besonders das Unterrichtswesen durch Verbesserung der ökonomischen Lage und der amtlichen Stellung der Volksschullehrer, Durchführung des Fortbildungs-, des Zeichen- und Turnunterrichts in Stadt und Land, die Errichtung des Realgymnasiums in Stuttgart, die Organisation des Polytechnikums als akademischer Anstalt sowie die Gründung der naturwissenschaftlichen Fakultät der Universität Tübingen. 1867 wurde Golther auch das Präsidium des Geheimen Rats übertragen.
Am 23. März 1870 legte er alle seine Ämter nieder, da er als Anhänger der großdeutschen Lösung zusammen mit seinem Freund Albert Schäffle das Bündnis mit Preußen bekämpfte. Es folgte seine Ernennung zum Präsidenten des evangelischen Konsistoriums, 1872 wurde er mit der Zentralleitung des württembergischen Wohltätigkeitsvereins beauftragt.
Golther war Mitglied der Landsmannschaft Ulmia Tübingen. 1850 heiratete er Fanny (1822–1881), Tochter des Hofkammerbaumeisters Wilhelm Friedrich Autenrieth (1793–1835) und dessen Ehefrau Karoline Friederike, geborene Oppel. Einziger Sohn des Paars war der Germanist und Wagner-Philologe Wolfgang Golther. Die 1851 in Ellwangen geborene Tochter Fanny Hedwig heiratete den württembergischen Major August von Hügel (1841–1894), später war sie Ehefrau des Landschaftsmalers Wilhelm Jakob Hertling.

## Ehrungen, Nobilitierung
1865 wurde er mit dem Großkreuz des Friedrichs-Ordens und 1868 mit dem Großkreuz des Ordens der württembergischen Krone ausgezeichnet, welcher mit dem persönlichen Adelstitel verbunden war. Die Universität Tübingen verlieh ihm die Ehrendoktorwürde zum Dr. rer. nat., die Städte Stuttgart und Weil der Stadt ernannten Golther zum Ehrenbürger.

## Werke
- Der Staat und die katholische Kirche im Königreich Württemberg. Stuttgart 1874.
- Der moderne Pessimismus. Leipzig 1878.